# Michèle Bernstein
Pour les articles homonymes, voir Bernstein.
Michèle Bernstein, née à Paris le 28 avril 1932, est une écrivaine française, membre fondatrice de l'Internationale situationniste. Elle fut également la première épouse de Guy Debord qu'elle rencontre en 1952.
Elle participe à l'Internationale lettriste et à son bulletin Potlatch (1954-1957) puis à l'Internationale situationniste jusqu'à sa démission en 1967. Elle publie deux romans au début des années 1960. Elle divorce de Guy Debord en 1972.
Elle s'installe ensuite au Royaume-Uni où elle devient la compagne de Ralph Rumney. Elle tient, pendant quelques années, à partir de 1982, une chronique littéraire dans Libération.

## Biographie

### Jeunesse
Michèle Bernstein est la fille de Michel Bernstein, fils d'émigrés russes, militant socialiste du PSOP, résistant et libraire reconnu de livres anciens à Paris et d'une mère d'origine havraise chez qui elle passera toute la guerre. En 1952, elle étudie à la Sorbonne mais s'y ennuie. Elle commence alors à fréquenter Chez Moineau, un bistrot situé 22, rue du Four. Elle y fait la connaissance du cercle d'artistes et de marginaux dont bon nombre se regroupent sous le nom d'Internationale lettriste autour de Guy Debord, mais elle n'en intègre pas d'emblée le noyau actif. Elle est alors très proche de Jean-Claude Guilbert et de Patrick Straram avec qui elle se rend au Havre en août 1952 pour revoir de près les endroits où Sartre a situé l'intrigue de La Nausée.
Elle renoue contact avec Guy Debord lors du vernissage de l'exposition de l'Internationale lettriste Avant la guerre, 66 métagraphies influentielles, organisée à la galerie du Double Doute, passage Molière, rue Quincampoix à Paris, qui va être l'occasion de la rupture avec Ivan Chtcheglov. Elle participe ensuite au "bulletin d'information du groupe français de l'Internationale lettriste" Potlatch à compter du numéro 3 daté du 6 juillet 1954 où elle signe ses premiers articles sous le nom de Michèle-Ivich Bernstein jusqu'à son mariage le 17 août 1954 avec Guy Debord. Les témoins en sont Mohamed Dahou pour Guy Debord et pour Michèle Bernstein, André-Frank Conord, un de ses anciens amis de cœur, qui sera pourtant exclu dès le 29 août suivant. En octobre 1958, elle devient un court temps "responsable artistique" du cabaret La Méthode fondé, rue Descartes à Paris en face de l'École polytechnique, par le chanteur guitariste Jacques Florencie avec le soutien de Guy Debord. En 2001, elle dira de ce dernier : « Je l'ai aimé, et je suis désolée qu'il ne soit pas ici avec nous. »

### Du lettrisme à l'Internationale situationniste
L'Internationale lettriste cherche à transcender les activités artistiques traditionnelles en produisant des situations, notamment par la pratique de la dérive à travers Paris, théorisée par Guy Debord et ses compagnons. Les lettristes procèdent aussi au détournement de textes préexistants.
Vers 1957, la plupart des membres de l'Internationale lettriste ont quitté le groupe ou en ont été exclus. Ses membres restant décident de fusionner avec deux autres groupes (le Mouvement international pour un Bauhaus imaginiste d'Asger Jorn et le Comité psychogéographique de Londres, lequel est constitué du seul Ralph Rumney) afin de constituer l'Internationale situationniste. Michèle Bernstein et Guy Debord se rendent à Cosio d'Arroscia en juillet 1957. C'est là que le 28 juillet 1957, l'Internationale situationniste est officiellement fondée.
Michèle Bernstein écrit de nombreux articles pour la revue de l'I.S., seule ou en collaboration. Elle publie deux romans qui sont édités par Buchet-Chastel, maison qui publiera plus tard La Société du spectacle de Debord. Dans Tous les chevaux du roi (1960) et La Nuit (1961), Michèle Bernstein met en scène sa vie avec Guy Debord dont le libertinage est un élément essentiel.
En septembre 1964, elle écrit un article sur les situationnistes pour le Times Literary Supplement.
Durant les premières années de leur existence, les situationnistes continuent de développer dans de nouvelles directions les thèmes déjà explorés dans l'Internationale lettriste. Considérant que l'art avait été achevé par eux, les situationnistes se tournent de plus en plus vers des thèmes socio-politiques afin de réaliser leur philosophie. La révolte de Mai 1968 donne un grand écho aux thèses des situationnistes.
Par ailleurs, Michèle Bernstein qui s'était officiellement retirée de l'Internationale situationniste en 1967, se sépare de Guy Debord en 1972.

### Les années anglaises
Dans les années 1970, Michèle Bernstein retrouve Ralph Rumney qui avait participé à la fondation de l'Internationale situationniste avec le Comité psychogéographique de Londres. Rumney avait été exclu de l'I.S. après neuf mois. Bernstein et Rumney ne s'étaient plus revus depuis près de vingt ans. Ils décident de se marier. Ils divorceront quelque temps après mais ils resteront proches, tout comme Bernstein était restée proche de Guy Debord malgré leur divorce.
En 1982, Michèle Bernstein s'installe à Salisbury et devient critique littéraire pour le journal Libération.
Ralph Rumney observe ceci à propos de Michèle Bernstein : « Selon moi, elle est la plus situationniste de tous. C'était elle qui à Cosio en 1957 corrigeait ceux qui employaient le terme de "situationnisme" au lieu de "situationniste", car lorsque quelque chose devient un "isme" il y a de fortes chances que ce soit une idéologie ou une secte. Elle refuserait de l'admettre mais je crois qu'elle avait un certain ascendant sur Guy Debord. Elle utilisait cette autorité de façon discrète, mais au bon moment. Elle savait comment le freiner quand il tombait dans les pires exagérations. Entre Guy et Michèle, il y avait une complicité véritable et solide quand ils étaient mariés, et même après. »

## Œuvres
- Tous les chevaux du roi, Paris, Buchet-Chastel, 1960 (ISBN 2-84485-166-5),pastiche du style de Françoise Sagan, rééd. Tous les chevaux du roi, Allia, 2004 (ISBN 2-84485-166-5, présentation en ligne)
- La Nuit, Paris, Buchet-Chastel, 1961, pastiche du style Nouveau roman, rééd. La nuit, Allia, 2013 (ISBN 978-2-84485-660-9, présentation en ligne)

Ces deux romans racontent la même intrigue en deux styles différents, habilement maîtrisés.

## Iconographie
- Les nopals il n'y a pas d'âge, collage métagraphique, par Ivan Chtcheglov, 1963, Bibliothèque de l'université Yale[7].
- « Portraits de Michèle Bernstein d’après nature », par Jean-Philippe Delhomme, Paris, Galerie Perrotin, 23 novembre 2024 - 11 janvier 2025[8].